# 水の生活館
水の生活館（みずのせいかつかん）は、愛知県知多市にある水の資料館。

## 概要
1976年（昭和51年）、佐布里池の湖畔に開館。開館から1994年（平成6年）のリニューアルまで佐布里池築造の際に使用されていた木造の旧庁舎を利用していた。
建物は2階建てで、1階展示室には県営水道の歴史や佐布里池整備事業に関する資料のパネル、愛知県の水道と工業用水道事業を地形模型を使って展示。2階展示室には、実際に使用された水に関する民俗資料や愛知用水完成以前の生活を再現したジオラマを展示するほか、学習室を備えている。
また、2014年（平成26年）2月1日よりダムカードの配布も行っている。

## 交通アクセス

### 公共交通機関
- 名鉄常滑線「朝倉駅」から知多バスに乗り換え「梅の館口」バス停で下車。徒歩で約10分[3]。

### 自家用車
- 知多半島道路「阿久比IC」から約10分[3]。
- 西知多産業道路「朝倉IC」から約10分[3]。